# Hellraiser
Hellraiser — советская и российская рок-группа, играющая в стиле трэш-метал.

## История
Группа была основана в г. Москве в 1989 году Александром Львовым (Сэм, экс-«Раунд»), Михаилом Шахиджановым (Мефодий, экс-«Тяжелый день») и Павлом Чиняковым (экс-«Альянс», «Мистерия Буфер», «Дубль I», «Раунд»). Первые двое начали играть вместе еще в 1987 г. в хэви-металлической группе «Монолит», но вскоре увлеклись трэшем и сменили состав, стилистику и название.
16 ноября состоялся первый концерт группы в Мытищах. Незадолго до этого с музыкантами встретился деятель метал-андерграунда и тогдашний президент мытищинского рок-клуба Эджен Прайс (Евгений Аксёнов), который и предложил ребятам сотрудничество, став впоследствии менеджером и исполнительным продюсером коллектива. Вскоре состоялось первое выступление группы на фестивале «Железный Кулак» в Мытищах, вместе с Коррозией Металла и другими группами. После этого Hellraiser с «Коррозией» и во главе c Эдженом Прайсом выехал на свои первые и многодневные гастроли в Югославию. Отыграв серию концертов в Югославии, группа вернулась в Москву и приступила к записи своего первого альбома. Запись была закончена в конце лета 1989 года, а сам альбом под названием «We’ll bury you!» («Мы вас похороним!») вышел в начале 1990 году на новой фирме MetalAgen Records с помощью фирмы «Мелодия».
После выхода альбома «We’ll bury you!» группа начала активно гастролировать и выступать на фестивалях. В 1992 году, записав второй альбом, группа уезжает в США, работает в клубах Пенсильвании и Нью-Джерси. Весной 1993 года в Москву возвращается последний участник группы Мефодий. Новая программа, с которой группа поехала в Америку, так и не выходит в свет. Вместо Юхансона, ушедшего из группы по религиозным соображениям, в группу приходит барабанщик Андрей Шатуновский. Мефодий переходит с бас-гитары на гитару, а новым бас-гитаристом становится Алексей Яшин (Купер).
Второй по счёту альбом под названием «No Brain, No Pain» записывается в 1994 году. Сначала он выходит в формате МС при посредстве MetalAgen Records и польского лейбла Loud Out Records, потом права на издание альбома продаются фирме «Союз». Альбом выходит в конце того же года. Презентация проходит в одном из московских клубов, на одноименную песню с альбома снимается клип.
После знакомства с В. В. Жириновским, произошедшим в 1995 году на одном из концертов, группа начинает готовить гастрольный тур по 50 российским городам. Тур проходит в 1996 году, по его материалам компания «West-video» выпустила видеокассету «Hellraiser. Live 1996», а «Мороз рекордс» — аудиокассету «Hellraiser Live», записанную в туре. В туре 1996 года с группой работает барабанщик Олег Милованов.
В июле 1997 года группа начинает запись своего третьего альбома «03» на студии «SNC». Новый альбом заметно отличается от предыдущих: в нём 16 разностильных песен — 12 на русском языке, 2 на английском и 2 кавера — «Killed by death» (Motörhead) и «Love bites» (Judas Priest), все соло исполнены гитаристом группы «Ария» Сергеем Терентьевым, кроме песни «I love you I kill you», где соло исполнил Александр Львов (Сэм). На песню «Белая ночь» снят видеоклип. В ноябре-декабре 1997 года группа с новым альбомом выступает в 30 городах России.
После этого группа прекращает свою активность. В середине 2000-х по инициативе одного из основателей Hellraiser Александра Львова группа объявила о возрождении в обновленном составе. В июне 2018 года коллектив под руководством Александра Львова выпускает песню и видеоклип «Train Of Doom» с готовящегося нового альбома, а 28 июля группа дает первый концерт после многолетнего перерыва в качестве хедлайнеров фестиваля «Летнее Обострение».
Летом 2021 года выходит четвертый полноформатный альбом «Evil Way» выполненный в стилистике стоунер-металла. А в 2022 году группа выпускает сразу два полноформатных альбома «New Blood» и «Dream of Doom», ознаменовавших возвращение коллектива к традиционному трэш-металу.

## Состав
- Александр Львов (Сэм) — соло-гитара (1989—1997, 2006-)
- Дмитрий Молотов (Thrasher) — бас-гитара, бэк-вокал (2018-)
- Сергей Кутаев — ударные (2021-)
- Сергей Щетинин — гитара (2017-2020)
- Александр Дорофеев — ударные (2017-2020)
- Павел Чиняков (Юхансон) — ударные (1989—1993, 2018)
- Михаил Шахиджанов (Мефодий) — бас-гитара, ритм-гитара, вокал (1989—1998)
- Андрей Шатуновский — ударные (1993—1998)
- Олег Милованов — ударные (1996)
- Алексей Яшин (Купер) — бас-гитара (1993—1998)
- Сергей Пнёв — соло-гитара (1997—1998)
- Сергей Терентьев — соло-гитара (1997)
- Николай Коноплев — вокал (2021)

## Дискография
- We’ll Bury You (1990)
- No Brain, No Pain (1994)
- Hellraiser Live (1996)
- 03 (1997)
- Evil Way (2021)
- New Blood (2022)
- Dream of Doom (2022)